# Darktown
Darktown is een studioalbum van Steve Hackett. Het album volgde op een reeks albums die de verschillende kanten van Hacketts gitaarkunsten lieten horen bijvoorbeeld blues en klassieke muziek. De fans van de progressieve rockkant van Hackett zagen uit naar dit album, waarbij de gitarist min of meer terug zou keren naar zijn basis. Diezelfde fans konden de trucjes die Hackett op dit album uitprobeerde niet allemaal waarderen, zij zagen liever geen vervormde stemmen, loops, samples etc.
Darktown staat voor de slechte schoolopleiding die de meeste Britten kregen, de ene helft is in therapie, de andere helft is te dronken om daar aan te beginnen. Darktown Riot is het gevolg. Hackett heeft ook een andere uitleg; het staat voor het sombere beeld van Londen uit de jaren zestig en zeventig, toen hij daar weer kwam wonen, terugverhuisd uit Vancouver.

## Musici
- Steve Hackett – zang, gitaar, mondharmonica
- Douglas Sinclair – basgitaar (1, 7,)
- Roger King – elektronisch slagwerk (1, 4, 7, 9, 10,11), toetsinstrumenten (2, 10,11)
- Ian McDonald – saxofoon (2)
- Julian Colbeck – toetsinstrumenten (2)
- Jerry Peal – buisklokken (4), basgitaar en toetsen (6)
- Jim Diamond – zang (5)
- John Hackett – dwarsfluit/panfluit (6)
- Ben Fenner – mellotron en orgel (7)
- Hugo Degenhardt – slagwerk (8)
- Billy Buds – basgitaar (8)
- Aron Friedman – toetsinstrumenten (8)

## Muziek
Alle van Steve Hackett, behalve Days of long ago door Hackett en Diamond

| Nr. | Titel                   | Duur |
| --- | ----------------------- | ---- |
| 1.  | Omega Metallicus        | 3:48 |
| 2.  | Darktown                | 4:59 |
| 3.  | Man Overboard           | 4:17 |
| 4.  | The Golden Age of Steam | 4:09 |
| 5.  | Days of long ago        | 3:23 |
| 6.  | Dreaming with Open Eyes | 6:54 |
| 7.  | Twice Around the Sun    | 7:15 |
| 8.  | Rise Again              | 4:26 |
| 9.  | Jane Austen's Door      | 6:13 |
| 10. | Darktown Riot           | 3:10 |
| 11. | In Memoriam             | 7:59 |

The Golden Age of Steam is ontstaan na het lezen van het dagboek van Anne Frank ("12 years old in Amsterdam in 1939"). Jane Austen's Door verwijst slechts indirect naar Jane Austen, Hacketts jeugdvriendin woonde in Jane Austin's House.